# Sjálvstýri
El Nýtt Sjálvstýri (Nou Autogovern) és un partit polític de caràcter social-liberal i regionalista de les illes Fèroe. El seu nom antic era Sjálvstýrisflokkurin (Partit de l'Autogovern).
Antigament aquest partit havia estat hegemònic a l'arxipèlag, arribant a aconseguir 11 escons de 20 després de les eleccions de 1918. El partit es va enfonsar el 1940, quan va perdre la meitat de la seva representació al parlament (4 escons). Mai no ha tornar a recuperar ni l'hegemonia ni un nombre tan elevat d'escons com els d'abans del 1940.
A les eleccions de l'1 de setembre de 2015, el Nýtt Sjálvstýri va obtenir el 4,1% dels vots i 2 dels 32 escons del Løgting.
El partit tradicionalment ha donat suport a una gran autonomia per a les illes, però el 1994 accedí a donar suport la independència feroesa en formar part d'una coalició amb els partits Tjóðveldisflokkurin i Fólkaflokkurin.